# Martenitsa
Martenitsa (bulgarsk: мартеница, udtale: ˈmartɛnit͡sa; flertal мартеници martenitsi) er et lille stykke udsmykning lavet af hvidt og rødt garn båret fra den første til omkring slutningen af marts, eller indtil et individ ser en stork, svale eller et sprirende træ. Navnet på festdagen den 1. marts er Baba Marta Dag.